# Windsor (Karolina Południowa)
Windsor – miasto w Stanach Zjednoczonych, w stanie Karolina Południowa, w hrabstwie Aiken.